# Brittany Kaiser
Brittany Kaiser (Houston, 1988) è l'ex direttrice del business development di Cambridge Analytica, coinvolta nello scandalo Facebook-Cambridge Analytica.
Kaiser ha collaborato con l'indagine di Mueller e ha testimoniato il suo coinvolgimento nell'attività di Cambridge Analytica davanti al Parlamento del Regno Unito.

## Biografia

### Infanzia e istruzione
Kaiser è nata a Houston e cresciuta a Lincoln Park nel North Side di Chicago. Suo padre lavorava nello sviluppo immobiliare e sua madre lavorava per Enron.
Kaiser ha frequentato le scuole elementari a Chicago fino a quando si è trasferita per frequentare la Phillips Academy Andover nel 2005, poi ha studiato all'Università di Edimburgo, alla City University of Hong Kong, alla Università di Londra di Birkbeck e ha ottenuto certificati di studio presso il World Bank Institute e l'US Institute of Peace, e in seguito ha conseguito il dottorato di ricerca presso l'Università del Middlesex.

### Carriera
Mentre studiava in Scozia, Kaiser si è presa un periodo di pausa per lavorare al team dei media di Barack Obama per la sua campagna presidenziale del 2007. Ha lavorato anche per Amnesty International come lobbista per la fine dei crimini contro l'umanità.
Tra febbraio 2015 e gennaio 2018 Kaiser ha lavorato a tempo pieno per il SCL Group, la società madre di Cambridge Analytica, come direttrice del business development. Durante il suo periodo in Cambridge Analytica Kaiser ha lavorato insieme al senior management, tra cui il CEO Alexander Nix.
Dopo lo scandalo Facebook-Cambridge Analytica, Kaiser è fuggita in Thailandia. In seguito ha testimoniato davanti al Parlamento britannico su Cambridge Analytica e sulle minacce alla privacy poste da Facebook. Nell'aprile del 2018 Kaiser ha avviato una campagna su Facebook a favore della trasparenza, chiamata #OwnYourData.
Kaiser è una dei protagonisti del documentario The Great Hack - Privacy violata, di Netflix, che racconta il suo lavoro con Cambridge Analytica. Il documentario spiega come Cambridge Analytica abbia utilizzato i data brokers e un'applicazione online per accumulare informazioni su decine di milioni di utenti di Facebook, raccogliendo dati su vasta scala.
Il libro di memorie di Kaiser,  Targeted: The Cambridge Analytica Whistleblower's Inside Story of How Big Data, Trump, and Facebook Broke Democracy and How It Can Happen Again, è stato pubblicato da HarperCollins nell'ottobre 2019. Il libro descrive in dettaglio come le aziende utilizzano illegalmente i dati per influenzare le scelte delle persone. Il libro è stato pubblicato anche in Italia, Francia, Spagna, Messico, Brasile, Germania e Paesi Bassi.
Nel giugno 2019 Kaiser è stata nominata nel comitato consultivo di Phunware, un'azienda tecnologica che raccoglie la posizione dello smartphone e i dati degli utenti dei potenziali elettori per la campagna presidenziale del 2020 di Donald Trump. In un'intervista alla BBC,Kaiser ha detto che vorrebbe che Facebook vietasse la pubblicità politica.
Il 1º gennaio 2020 Kaiser ha iniziato a pubblicare documenti interni di Cambridge Analytica che riguardano le elezioni in Brasile, Kenya e Malaysia.

## Opere
- (EN) Targeted: My Inside Story of Cambridge Analytica and How Trump and Facebook Broke Democracy, HarperCollins, 22 ottobre 2019, ISBN 978-0-00-836389-5.
  -  La dittatura dei dati, traduzione di Caterina Chiappa, HarperCollins Italia, 21 novembre 2019, ISBN 978-88-6905-698-7.